# چسبک‌ماهی باله‌سفید
چسبک‌ماهی باله‌سفید (نام علمی: Echeneis neucratoides) نام یک گونه از تیره چسبک‌ماهیان است.